# Anita Lignell Du Rietz
Ingrid Anita Lignell Du Rietz, född 30 april 1947 i Stockholm, är en svensk nationalekonom. 

## Biografi
Efter civilekonomexamen vid Handelshögskolan i Stockholm arbetade hon på Konjunkturinstitutet från 1968 och Industriens Utredningsinstitut (IUI) 1970–1975.  Efter anställning på Nordea blev hon  som landets första kvinna chefsekonom och chef för det ekonomiska sekretariatet på Föreningsbanken 1984, vilket varade fram till dess banken fusionerade med Sparbanken. Under större delen av 1980-talet var hon månatlig krönikör för tidningen Dagens Industri och därefter i Svenska Dagbladet.
Mellan 1995 och 1998 var hon forskarstuderande på nationalekonomiska institutionen vid Handelshögskolan, vilket resulterade i en licentiatavhandling 1998. Doktorsavhandlingen kom 2003 på Mälardalens högskola inom det tvärvetenskapliga området Innovationsteknik; Innovation, Design, Produktutveckling.  Därefter arbetade hon som sakkunnig åt Konkurrensverket och Näringsdepartementet. Före sin pensionering var hon associerad forskare vid Centrum för Näringslivshistoria. Hon deltog 2018 i ett flerårigt projekt Nyföretagande och entreprenörskap i svenska städer 1720–1810, inom ekonomisk historia vid Handelshögskolan i Stockholm.

### Familj
Hon är sedan 1975 gift med nationalekonomen Gunnar Du Rietz. De har tillsammans två döttrar.

## Forskningsområden

### Innovationer
På IUI ingick Du Rietz i olika projekt kring FoU och Innovationer. Hon genomförde själv en analys av avkastningen på FoU-kapital, utifrån produktionsfunktioner. Det resulterade i boken Industriforskningens utveckling och avkastning med analys av FoU-investeringarnas räntabilitet inom stål kemi-, och skogsindustrierna (1975). I början av 2000-talet övergick hon till att göra liknande analyser av spridningen av Internet inom svenska banksektorn. Hur hela finansiella sektorn omvandlades efter det att Internet introducerades blev belyst och analyserat i Dynamics of the Internet – A Transformation Analysis of Banking and Finance, (2003). 

### Småföretagande
Du Rietz har skapat olika databaser för att analysera företagande och entreprenörskap i Sverige.
Under sin tid som chefsekonom på Föreningsbanken startade hon, och drev det första decenniet, två barometrar, som både lever kvar efter mer än 30 år:
- Småföretagsbarometern från 1985. Den är idag Sveriges största årliga indikator inriktad speciellt på småföretagskonjunkturen. Mer än 4000 företagare intervjuas inom det privata näringslivet med 1–49 anställda. Den görs också på länsnivå av Swedbank och Företagarna.

- Lantbruksbarometern från 1987. Dessa årliga rapporter visar lantbrukarnas uppfattning om det aktuella läget. Telefonintervjuer genomförs med cirka tusen lantbrukare med mer än 20 hektar på uppdrag av LRF Konsult och Swedbank.

Under sin tid som sakkunnig på Näringsdepartementet byggde hon upp en databas för att analysera de operativa ledarna i näringslivet och deras företag. Entreprenörskapsdatabasen på Statistiska Centralbyrån möjliggör analyser av företagare, de operativa företagsledarna, uppdelat på kön, utbildning, ålder, inkomst genom att sammanföra individ- och företagsregister.
Du Rietz nuvarande forskning handlar om att analysera företagandets utbredning under medeltiden i Sverige. 

### Kvinnors företagande
Ett annat intresseområde är kvinnligt entreprenörskap. Hon har givit ut böckerna Myten om jämställdhet i välfärdsstaten (1994), Svenskornas företagsamma historia (2009) och Kvinnors entreprenörskap under 400 år (2013) samt skrivit många artiklar om företagande kvinnor i historien. I licentiatavhandlingen, Do Female Entrepreneurs Differ from Male? (1998), jämförs mäns och kvinnors företagande i samma branscher och storleksgrupper avseende olika performance-variabler. Den generella slutsatsen är att bransch och storlek har större betydelse för performance än företagsägarens kön. Den är citerad i över 1100 internationella, vetenskapliga artiklar. 
Till Svenskt kvinnobiografiskt lexikon har hon bidragit med flera artiklar, likaså till antologin Märkvärdiga svenska kvinnor, 200 kvinnor som förändrat våra liv, Albert Bonniers förlag 2019. 
År 2018 utkom hennes företagarbiografi om Estrid Ericson. Hon startade och var mellan 2009 och 2021 ordförande i föreningen Estrid Ericsons Vänner.